# Machaerium lanatum
Machaerium lanatum är en ärtväxtart som beskrevs av Louis René Tulasne. Machaerium lanatum ingår i släktet Machaerium och familjen ärtväxter. Inga underarter finns listade i Catalogue of Life.